# 6P/d'Arrest
6P/d'Arrest, komet Jupiterove obitelji.